# هنری سیمور راولینسون، اولین بارون راولینسون
هنری سیمور راولینسون، اولین بارون راولینسون (انگلیسی: Henry Rawlinson, 1st Baron Rawlinson; ۲۰ فوریهٔ ۱۸۶۴ – ۲۸ مارس ۱۹۲۵) فرد نظامی اهل پادشاهی متحد بریتانیای کبیر و ایرلند بود. وی همچنین برندهٔ جوایزی همچون نشان لئوپولد، لژیون دونور (افسر بزرگ)، نشان سلطنتی ویکتوریایی، نشان خدمات برجسته (ارتش آمریکا)، و نشان حمام شده‌است.